# Hegetotheriidae
De Hegetotheriidae zijn een familie van uitgestorven zoogdieren die leefden van het Laat-Oligoceen tot het Midden-Mioceen.

## Kenmerken
De Hegetotheriidae leken qua uiterlijk, levenswijze en voortbeweging sterk op de huidige konijnen. Ze hadden een korte staart en lange achterpoten, waarmee ze op de voor konijnen zeer karakteristieke wijze liepen. De voorpoten waren korter. De oren waren groot en het gehoor was eveneens goed ontwikkeld. De ogen waren groot en aangepast aan het nachtleven.

## Geslachten
- † Ethegotherium Simpson et al., 1962
- † Hemihegetotherium Rovereto, 1914
- † Pachyrukhos Ameghino, 1885
- † Paedotherium Burmeister, 1888
- † Paedsotherium Burmeister, 1888
- † Prohegetotherium Ameghino, 1897
- † Propachyrucos Ameghino, 1897
- † Prosotherium Ameghino, 1897
- † Pseudohegetotherium Cabrera & Kraglievich, 1931
- † Raulringueletia Zett, 1972
- † Sallatherium Reguero & Cerdeño, 2005
- † Selatherium Ameghino, 1894
- † Tremacyllus Ameghino, 1891